# La Paulée de Meursault
La Paulée de Meursault ist ein Weinfest im Schloss Meursault, das jährlich am dritten Montag im November seit 1923 durchgeführt wird. Die Paulée – wie sie in Fachkreisen kurz genannt wird – ist der Abschluss der dreitägigen Veranstaltung „Les Trois Glorieuses“, die zum Ende der Weinlese rund um Beaune im Burgund stattfindet. Teilnehmer der Paulée sind Weingüter, Winzer, Weinhändler und Privatpersonen.

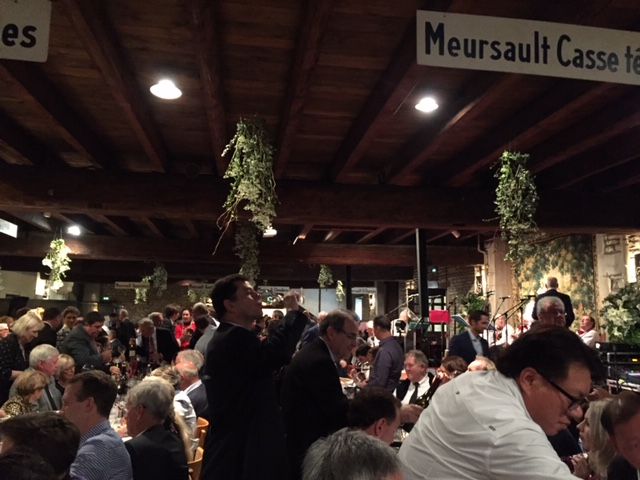
La Paulée de Meursault (2019)

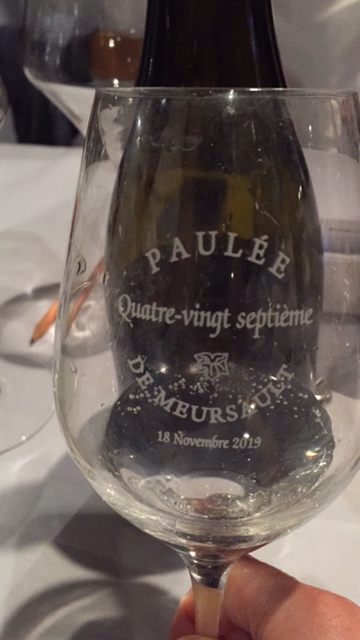
Weinprobierglas der Paulée 2019

## Etymologie
Die Paulée ist keine Schaufel, wie oft falsch übersetzt, sondern war ursprünglich ein größeres Festmahl, das früher an einem großen Ofen zubereitet wurde.
Nach Darstellung des Sprachwissenschaftlers Alain Rey geht die heutige Paulée auf das Paelée des Mittelalters zurück (lateinisch = Patella) und ist Ursprung mehrerer Traditionen in französischen Regionen, wie der Poêlée du Berry, einer Mahlzeit für Hirten.

## Geschichte
Die heutige Paulée de Meursault wurde 1923 von Graf Jules Lafon, dem damaligen Bürgermeister von Meursault ins Leben gerufen, und sein Sidekick Jacques Prieur. Durch geringere Verkaufserfolge der Burgunderweine um 1920 und die Folgen der globalen Reblauskrise ließ Lafon ein Fest der Zisterziensermönche der Abtei von Cîteaux zur Weinlese auferstehen. 1923 veranstaltete er seine erste Paulée auf seinem Weingut in Meursault. Dazu lud er 35 Freunde zu einem Bankett ein.
Die Paulée und die Banée, gegründet 1986 und seit 2019 zur Frühjahrs-Paulée umbenannt, haben sich unter der Leitung von Philippe Ballot, Präsident der Paulée und der Frühjahrs-Paulée, als internationale und gesellschaftliche Ereignisse in Burgund etabliert.

## Ablauf
Jeder Teilnehmer bringt seine auserwählten Flaschen Wein mit, wenn möglich die Besten, teilt und verkostet diese mit seinen Tischnachbarn. Darüberhinausgehend wurden damals nicht nur Weine aus Burgund, sondern auch Weine aus ganz Frankreich ausgeschenkt. Seit der 87. Paulée am 18. November 2019, wünscht sich der Veranstalter Burgunderweine zu bevorzugen. Diese Galaveranstaltung in der ehemaligen Cuverie (Bottichraum) des Schlosses von Meursault, findet jedes Jahr am dritten Montag im November, mit ca. 700 Personen statt. Dicht gedrängt, Schulter an Schulter sitzen die Gäste vor einer beeindruckenden Auswahl an „Gläsern“. Bei dieser großartigen Atmosphäre werden sehr bedeutende Weine, aus den verschiedensten Jahrgängen geteilt und ausgeschenkt. Das Motto der Paulée: „Lasst uns also den Wein feiern, diejenigen, die ihn herstellen und trinken, ihn lieben und kosten, ihn sezieren und ausspucken, diejenigen, die sich um ihn versammeln“. Nach Aussage von Monsieur Aubert de Villaine, Mitgeschäftsführer des Weingutes Romanée-Conti und Ehrenpräsident des Verbandes der Climats (climat = Parzelle in Burgund) und der Weinberge des Burgunds ist: … die Paulée ein Spiegelbild der burgundischen Seele. Wein ist eine Flamme, um die wir uns sammeln. Die Burgunder müssen erkennen, dass das, was sie in den Händen halten, ein sehr wertvolles und einzigartiges Gut ist…

## Galadinner
Küchenchef Dominique Dansard mit seiner Küchen-Brigade von insgesamt 40 Köchen und 40 Service-Mitarbeiter, kreieren in zwei Küchen und in einem weiteren Bereich für die kalten Vorspeisen, das siebengängige Galadinner. U. a. wurden 2019 folgende Gänge serviert:

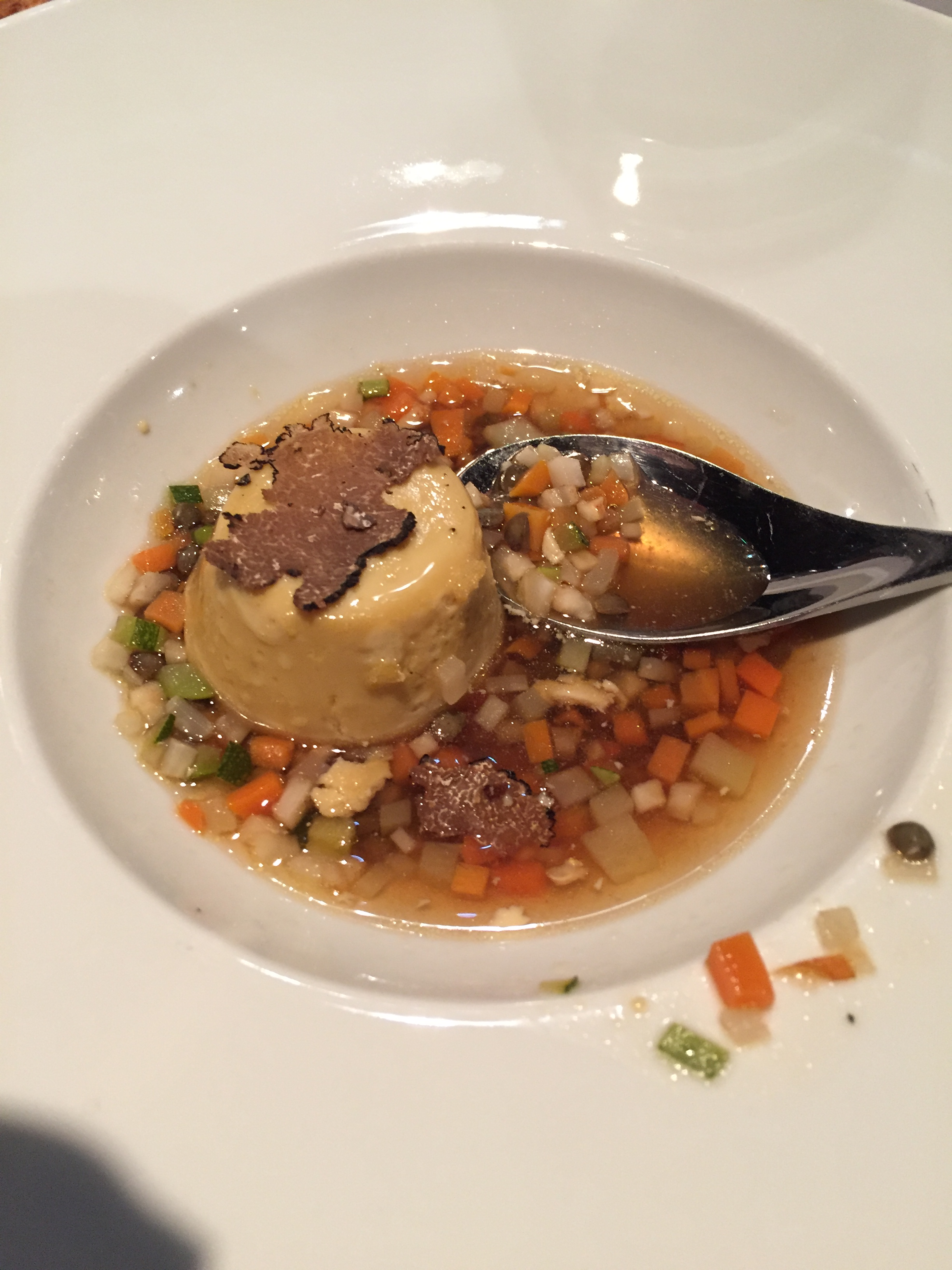
Gänseleber mit Entenkraftbrühe
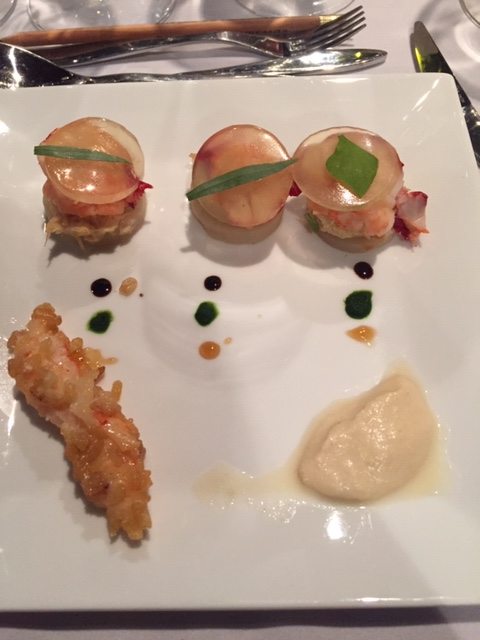
Blauer Hummer und Krabbenfleisch
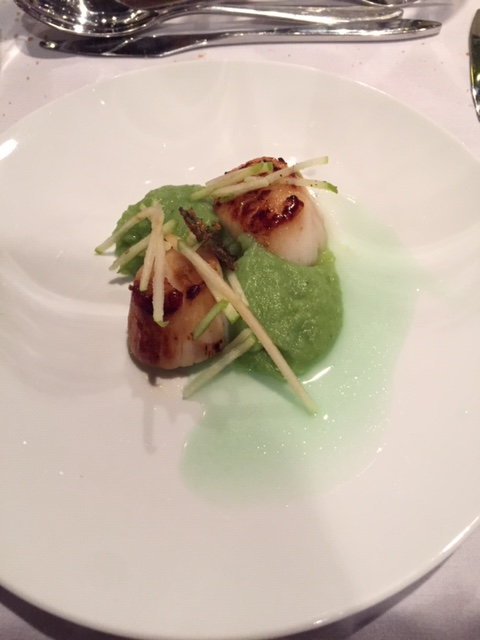
Jakobsmuscheln, flacher Petersilienmus, grüner Apfel
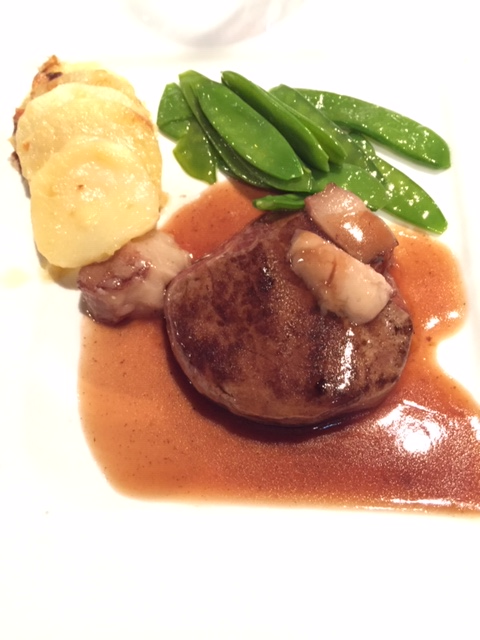
Rinderfilet, gefächerte kandierte Äpfel
Karamellisierter Milchreis